# Torres Calcio 2011-2012
Questa voce raccoglie le informazioni riguardanti l'Associazione Sportiva Dilettantistica Torres Calcio nelle competizioni ufficiali della stagione 2011-2012.

## Stagione
La stagione dell'A.S.D. Torres Calcio inizia con la gara che il 10 settembre 2011, allo stadio Nicoletti di Riccione, assegna la Supercoppa italiana 2011, incontro vinto 2-1 sul Tavagnacco, detentore della Coppa Italia, con una doppietta di Patrizia Panico nella prima mezz'ora di gioco, con le friulane che accorciano con Paola Brumana sul finire del primo tempo.

## Divise e sponsor
La prima tenuta della squadra ripropone lo schema già utilizzato dalla Torres maschile, ovvero a quarti rossoblu: rossa a sinistra e blu a destra, con le maniche generalmente invertite, ossia blu a sinistra e rossa a destra. Sul lato sinistro, in corrispondenza del cuore, è presente la stemma della società, mentre su quello destro risalta lo Scudetto a simboleggiare la squadra campione in carica. Al centro è presente logo dello sponsor principale, la catena di supermercati hard discount Eurospin, assieme a loghi di sponsor secondari. Il fornitore delle tenute era Maps Sport.
| 1ª divisa |  | 2ª divisa |

## Rosa
Rosa, numerazione e ruoli, tratti dal sito ufficiale della società, sono aggiornati al 20 settembre 2012.
| N. |                        | Ruolo | Calciatrice                |
| -- | ---------------------- | ----- | -------------------------- |
| 1  | Stati Uniti (bandiera) | P     | Arianna Criscione          |
| 2  | Italia (bandiera)      | D     | Raffaella Manieri          |
| 4  | Italia (bandiera)      | C     | Daniela Stracchi           |
| 5  | Italia (bandiera)      | D     | Elisabetta Tona (capitano) |
| 6  | Italia (bandiera)      | A     | Silvia Fuselli             |
| 7  | Italia (bandiera)      | C     | Fabiana Costi              |
| 8  | Italia (bandiera)      | D     | Martina Cortesi            |
| 9  | Italia (bandiera)      | A     | Patrizia Panico            |
| 10 | Italia (bandiera)      | C     | Alessia Fadda              |
| 11 | Italia (bandiera)      | C     | Sandy Iannella             |

| N. |                     | Ruolo | Calciatrice       |
| -- | ------------------- | ----- | ----------------- |
| 12 | Italia (bandiera)   | P     | Alice Pignagnoli  |
| 17 | Italia (bandiera)   | D     | Antonella Morra   |
| 18 | Italia (bandiera)   | D     | Valentina Valenti |
| 19 | Italia (bandiera)   | A     | Fiorella Carboni  |
| 20 | Svizzera (bandiera) | A     | Veronica Maglia   |
| 21 | Italia (bandiera)   | D     | Giorgia Motta     |
| 22 | Svizzera (bandiera) | C     | Sandy Maendly     |
| -- | Italia (bandiera)   | A     | Eleonora Depalmas |
| -- | Italia (bandiera)   | A     | Roberta Manca     |

## Calciomercato
| Acquisti | Acquisti          | Acquisti           | Acquisti      |
| R.       | Nome              | da                 | Modalità      |
| -------- | ----------------- | ------------------ | ------------- |
| P        | Alice Pignagnoli  | Napoli             | svincolata    |
| C        | Manuela Coluccini | Wom. Civitavecchia | fine prestito |
| C        | Fabiana Costi     | Reggiana           | svincolata    |
| C        | Sandy Maendly     | Young Boys         | svincolata    |
| A        | Veronica Maglia   | Young Boys         | svincolata    |

| Cessioni | Cessioni            | Cessioni          | Cessioni   |
| R.       | Nome                | a                 | Modalità   |
| -------- | ------------------- | ----------------- | ---------- |
| P        | Michela Cupido      |                   | svincolata |
| C        | Giulia Domenichetti | Chiasiellis       | svincolata |
| C        | Tamara Pintus       | Cagliari          | svincolata |
| C        | Rossella Sardu      | Orlandia97        | prestito   |
| C        | Francesca Soro      | Orlandia97        | prestito   |
| C        | Ángeles Parejo      | Atletico Oristano | svincolata |

## Risultati

### Serie A

#### Girone di andata
| Arbitro: | Alberto Pisano (Cagliari) |

|                         |           |  |
| Panico 4’, 15’ Tona 44’ | Marcatori |  |

| Arbitro: | Simone Acquapendente (Genova) |

|  |           |                            |
|  | Marcatori | 4’, 51’ Panico 58’ Fuselli |

| Arbitro: | Mauro Usala (Tortolì) |

|             |           |  |
| Manieri 20’ | Marcatori |  |

| Arbitro: | Andrea Saccoccio (Formia) |

|  |           |                                    |
|  | Marcatori | 25’ Iannella 58’ Fuselli 81’ Costi |

| Arbitro: | Giuseppe Alessandro Paolino (Alghero) |

|             |           |                        |
| Fuselli 81’ | Marcatori | 1’ (rig.) Vicchiarello |

| Arbitro: | Matteo Bolsi (Parma) |

|              |           |                                                     |
| Ferrandi 41’ | Marcatori | 26’ (rig.) Manieri 28’ Panico 52’ Costi 55’ Maendly |

| Arbitro: | Luca Noè Marseglia (Milano) |

|                                 |           |            |
| Fuselli 59’ Panico 76’ Tona 84’ | Marcatori | 78’ Pasqui |

| Arbitro: | Simone Sabbatani (Forlì) |

|                       |           |                                                    |
| Salvatori Rinaldi 74’ | Marcatori | 3’, 10’, 66’ Panico 30’ Manieri 78’ Fadda 86’ Tona |

| Arbitro: | Alessandro Chindemi (Viterbo) |

|  |           |           |
|  | Marcatori | 92’ Rocha |

| Arbitro: | Ibrahim Ramy Kamal Jouness (Torino) |

|  |           |                        |
|  | Marcatori | 14’ Panico 75’ Fuselli |

| Arbitro: | Stefano Cortinovis (Bergamo) |

|  |           |                             |
|  | Marcatori | 69’, 72’ Maendly 74’ Panico |

| Firenze 28 gennaio 2012 12ª giornata | Torres                   | 0 – 0 referto | Graphistudio Tavagnacco | Sassari (Stadio Vanni Sanna spett.)\| Arbitro: \| Andrea Giudici (Legnano) \| |
| Arbitro:                             | Andrea Giudici (Legnano) |               |                         |                                                                               |

| Arbitro: | Lorenzo Dalla Palma (Milano) |

|  |           |                                      |
|  | Marcatori | 3’, 32’, 50’ Panico 12’, 52’ Fuselli |

#### Girone di ritorno
| Arbitro: | Tommaso Sattin (Rovigo) |

|  |           |                       |
|  | Marcatori | 5’ Fuselli 86’ Panico |

| Arbitro: | Alberto Renna (Carbonia) |

|                                 |           |  |
| Fuselli 16’ Tona 54’ Panico 59’ | Marcatori |  |

| Arbitro: | Federico Allegro (Padova) |

|  |           |                                  |
|  | Marcatori | 8’ Panico 48’ Iannella 77’ Motta |

| Arbitro: | Giuseppe Alessandro Paolino (Alghero) |

|                                                                                          |           |  |
| Fuselli 11’, 87’ Iannella 23’, 28’, 32’, 59’, 76’ Panico 34’ Maglia 63’ Manieri 68’, 90’ | Marcatori |  |

| Arbitro: | Gabriele Agostini (Bologna) |

|  |           |                                     |
|  | Marcatori | 61’, 75’ (rig.) Manieri 63’ Fuselli |

| Arbitro: | Francesco Cenami (Rieti) |

|                                                |           |              |
| Panico 46’ Fuselli 57’, 69’ Manieri 77’ (rig.) | Marcatori | 20’ Ferrandi |

| Arbitro: | Michele Frasca (Sulmona) |

|           |           |                                         |
| Marzi 79’ | Marcatori | 10’ Maglia 52’, 67’ Iannella 87’ Panico |

| Arbitro: | Cosimo Cataldo (Bergamo) |

|                      |           |  |
| Fadda 18’ Panico 38’ | Marcatori |  |

| Arbitro: | Riccardo Campana (Seregno) |

|  |           |                                         |
|  | Marcatori | 8’, 21’ Iannella 55’ Panico 64’ Manieri |

| Arbitro: | Giovanni Meloni (Carbonia) |

|                                                                        |           |  |
| Iannella 24’ Panico 40’, 45’, 47’, 82’ Fuselli 54’ Maglia 69’ Tona 80’ | Marcatori |  |

| Arbitro: | Alessandro Fagnani (Roma) |

|                                |           |  |
| Panico 18’ Motta 69’ Costi 83’ | Marcatori |  |

| Arbitro: | Stefano Bortoluzzi (San Donà di Piave) |

|                                |           |  |
| Manieri 48’ (aut.) Brumana 63’ | Marcatori |  |

| Arbitro: | Giuseppe Alessandro Paolino (Alghero) |

|                         |           |                            |
| Panico 33’ Iannella 52’ | Marcatori | 58’ Piccinno 78’ Fumagalli |

### Coppa Italia
| Palau 21 settembre 2011, ore 18:00 CEST Primo turno | Caprera | 0 – 14 referto | Torres | Stadio comunale |

| Arbitro: | Nuvoli (Alghero) |

|                                                                                  |           |  |
| Manieri 5’ Tona 10’ Costi 15’ Fuselli 27’ Maglia 34’, 50’ Iannella 42’ Morra 53’ | Marcatori |  |

| Arbitro: | Giacomo Costantini (Ascoli Piceno) |

|  |           |              |
|  | Marcatori | 90’ Iannella |

| Arbitro: | Simiele (Albano Laziale) |

|                          |           |                              |
| Panico 15’, 76’ Tona 61’ | Marcatori | 67’ Brutti 88’ (rig.) Guagni |

| Arbitro: | Giovanni Ayroldi (Molfetta) |

|                                                            |                      |                                                  |
| Lecce 78’, 90+1’                                           | Marcatori            | 20’, 52’ Fuselli                                 |
| Caramia Vitale Filippozzi Giuliano Lecce Vivirito Esposito | Tiri di rigore 7 – 6 | Panico Tona Iannella Motta Maendly Fuselli Fadda |

### Supercoppa
| Arbitro: | Alessandro Colinucci (Cesena) |

|                 |           |             |
| Panico 16’, 26’ | Marcatori | 46’ Brumana |

### UEFA Champions League

#### Sedicesimi di finale
| Arbitro: | Jana Adámková |

|  |           |                        |
|  | Marcatori | 49’ Maendly 69’ Panico |

| Arbitro: | E. Azzopardi Farrugia |

|                                         |           |                          |
| Ravitz 29’ (aut.) Panico 51’ Maglia 70’ | Marcatori | 12’ Jean Gian 45’ Shenar |

#### Ottavi di finale
| Arbitro: | Teodora Albon |

|                         |           |              |
| Overgaard-Munk 41’, 82’ | Marcatori | 42’ Iannella |

| Arbitro: | Jenny Palmqvist |

|             |           |                                             |
| Fuselli 20’ | Marcatori | 27’ Rydahl Bukh 67’ Overgaard-Munk 79’ Luik |

## Statistiche

### Statistiche di squadra
| Competizione        | Punti | In casa | In casa | In casa | In casa | In casa | In casa | In trasferta | In trasferta | In trasferta | In trasferta | In trasferta | In trasferta | Totale | Totale | Totale | Totale | Totale | Totale | DR  |
| Competizione        | Punti | G       | V       | N       | P       | Gf      | Gs      | G            | V            | N            | P            | Gf           | Gs           | G      | V      | N      | P      | Gf     | Gs     | DR  |
| ------------------- | ----- | ------- | ------- | ------- | ------- | ------- | ------- | ------------ | ------------ | ------------ | ------------ | ------------ | ------------ | ------ | ------ | ------ | ------ | ------ | ------ | --- |
| Serie A             | 66    | 13      | 9       | 2       | 1       | 34      | 5       | 13           | 11           | 1            | 1            | 49           | 6            | 26     | 21     | 3      | 2      | 83     | 11     | +72 |
| Coppa Italia        | -     | 2       | 2       | 0       | 0       | 11      | 2       | 3            | 2            | 1            | 0            | 17           | 2            | 5      | 4      | 1      | 0      | 28     | 4      | +24 |
| Supercoppa italiana | -     | -       | -       | -       | -       | -       | -       | -            | -            | -            | -            | -            | -            | 1      | 1      | 0      | 0      | 2      | 1      | +1  |
| Champions League    | -     | 2       | 1       | 0       | 1       | 4       | 5       | 2            | 1            | 0            | 1            | 3            | 2            | 4      | 2      | 0      | 2      | 7      | 7      | 0   |
| Totale              | -     | 17      | 12      | 2       | 3       | 49      | 12      | 18           | 14           | 2            | 2            | 69           | 10           | 36     | 28     | 4      | 4      | 120    | 23     | +97 |

### Statistiche delle giocatrici
| Giocatore     | Serie A  | Serie A | Serie A     | Serie A    | Coppa Italia | Coppa Italia | Coppa Italia | Coppa Italia | Supercoppa italiana | Supercoppa italiana | Supercoppa italiana | Supercoppa italiana | Champions League | Champions League | Champions League | Champions League | Totale   | Totale | Totale      | Totale     |
| Giocatore     | Presenze | Reti    | Ammonizioni | Espulsioni | Presenze     | Reti         | Ammonizioni  | Espulsioni   | Presenze            | Reti                | Ammonizioni         | Espulsioni          | Presenze         | Reti             | Ammonizioni      | Espulsioni       | Presenze | Reti   | Ammonizioni | Espulsioni |
| ------------- | -------- | ------- | ----------- | ---------- | ------------ | ------------ | ------------ | ------------ | ------------------- | ------------------- | ------------------- | ------------------- | ---------------- | ---------------- | ---------------- | ---------------- | -------- | ------ | ----------- | ---------- |
| F. Carboni    | 8        | 0       | 0           | 0          | -            | -            | -            | -            | -                   | -                   | -                   | -                   | 0                | 0                | 0                | 0                | 8        | 0      | 0           | 0          |
| M. Cortesi    | 25       | 0       | 1           | 0          | -            | -            | -            | -            | -                   | -                   | -                   | -                   | 4                | 0                | 0                | 0                | 29       | 0      | 1           | 0          |
| F. Costi      | 24       | 3       | 0           | 0          | -            | -            | -            | -            | -                   | -                   | -                   | -                   | 4                | 0                | 0                | 0                | 28       | 3      | 0           | 0          |
| A. Criscione  | 25       | -5      | 1           | 0          | -            | -            | -            | -            | -                   | -                   | -                   | -                   | 4                | -7               | 0                | 0                | 29       | -12    | 1           | 0          |
| E. Depalmas   | 0        | 0       | 0           | 0          | -            | -            | -            | -            | -                   | -                   | -                   | -                   | 0                | 0                | 0                | 0                | 0        | 0      | 0           | 0          |
| A. Fadda      | 23       | 2       | 1           | 0          | -            | -            | -            | -            | -                   | -                   | -                   | -                   | 2                | 0                | 1                | 0                | 25       | 2      | 2           | 0          |
| S. Fuselli    | 26       | 15      | 2           | 0          | -            | -            | -            | -            | -                   | -                   | -                   | -                   | 4                | 1                | 1                | 0                | 30       | 16     | 3           | 0          |
| S. Iannella   | 26       | 13      | 0           | 0          | -            | -            | -            | -            | -                   | -                   | -                   | -                   | 4                | 1                | 0                | 0                | 30       | 14     | 0           | 0          |
| S. Maendly    | 26       | 3       | 2           | 0          | -            | -            | -            | -            | -                   | -                   | -                   | -                   | 4                | 1                | 0                | 0                | 30       | 4      | 2           | 0          |
| V. Maglia     | 18       | 3       | 0           | 0          | -            | -            | -            | -            | -                   | -                   | -                   | -                   | 4                | 1                | 0                | 0                | 22       | 4      | 0           | 0          |
| R. Manca      | 0        | 0       | 0           | 0          | -            | -            | -            | -            | -                   | -                   | -                   | -                   | 0                | 0                | 0                | 0                | 0        | 0      | 0           | 0          |
| R. Manieri    | 24       | 9       | 1           | 0          | -            | -            | -            | -            | -                   | -                   | -                   | -                   | 4                | 0                | 0                | 0                | 28       | 9      | 1           | 0          |
| A. Morra      | 19       | 0       | 1           | 0          | -            | -            | -            | -            | -                   | -                   | -                   | -                   | 3                | 0                | 0                | 0                | 22       | 0      | 1           | 0          |
| G. Motta      | 26       | 2       | 1           | 0          | -            | -            | -            | -            | -                   | -                   | -                   | -                   | 4                | 0                | 0                | 0                | 30       | 2      | 1           | 0          |
| P. Panico     | 25       | 28      | 0           | 0          | -            | -            | -            | -            | 1                   | 2                   | -                   | -                   | 4                | 2                | 0                | 0                | 30       | 32     | 0           | 0          |
| A. Pignagnoli | 7        | -4      | 0           | 0          | -            | -            | -            | -            | -                   | -                   | -                   | -                   | 0                | 0                | 0                | 0                | 7        | -4     | 0           | 0          |
| D. Stracchi   | 24       | 0       | 4           | 0          | -            | -            | -            | -            | -                   | -                   | -                   | -                   | 4                | 0                | 0                | 0                | 28       | 0      | 4           | 0          |
| E. Tona       | 25       | 5       | 3           | 0          | -            | -            | -            | -            | -                   | -                   | -                   | -                   | 4                | 0                | 0                | 0                | 29       | 5      | 3           | 0          |
| V. Valenti    | 4        | 0       | 0           | 0          | -            | -            | -            | -            | -                   | -                   | -                   | -                   | 0                | 0                | 0                | 0                | 4        | 0      | 0           | 0          |